# Солнечногорский стекольный завод

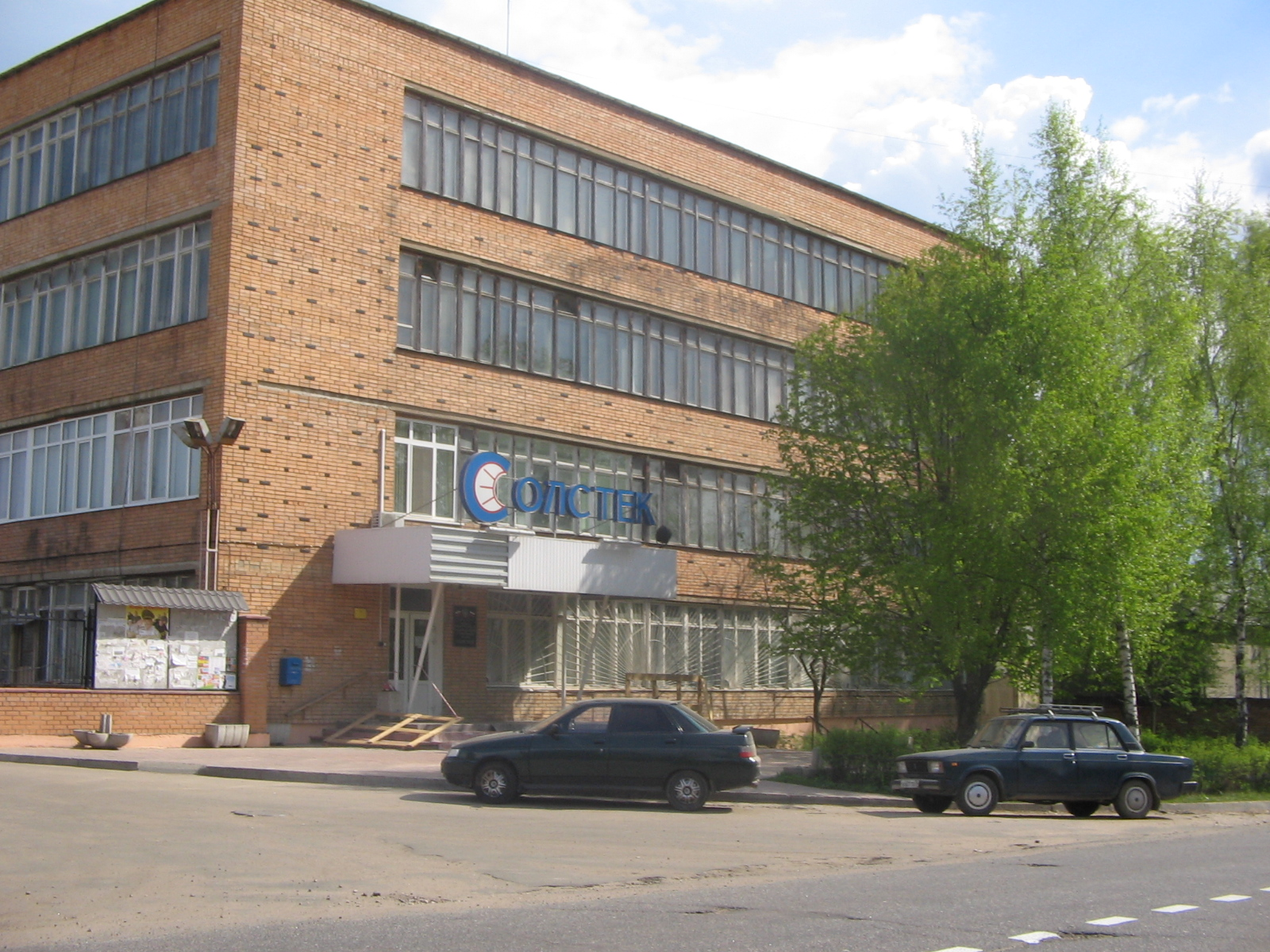

ОАО «Солнечногорский стекольный завод» (ОАО «Солстек») — предприятие по выработке изделий из стекла. Находится в городе Солнечногорске, Московской области.
Адрес: 141500, Россия, Московская область, г. Солнечногорск, ул. Стеклозаводская, д. 1

## История
- 1903 год, февраль. Дворянин Н. Балкашин и его партнер Столкинд получили разрешение на открытие в селе Солнечная гора стекловаренного завода. Был основан «Торговый дом Балкашина и Столкинда».[1]
- 1920 год. Национализация завода
- 1926 год. Электрификация завода
- 1930-е годы. Модернизация завода. Построено новое здание цеха стеклопроизводства, заменены горшковые печи на одну стекловаренную ванную печь, установлены 5 полуавтоматов «Шиллер» и два пресса. Модернизация шла довольно успешно, но помешала война, в результате чего завод перешел с производства стеклоизделий широкого профиля на производство медицинской посуды.

- 1948 год. Построены новые объекты с внедрением механизации производственных процессов.
- 1960—1970 года. Очередной этап реконструкции, в течение которого все ванные регенеративные печи были перестроены на ванные печи прямого нагрева с установкой высокопроизводительных шведских автоматов ИС-6-2 и венгерских Истра-6-2. Тогда же был осуществлен переход на газообразное топливо.
- 1979 год. Введена в эксплуатацию ванная регенеративная печь № 2 с двумя машинолиниями Истра-6-2 по выработке бутылок для крови и кровезаменителей.
- 1994 год. Третий этап технической реконструкции. Реконструирована ванная регенеративная стекловаренная печь № 2 с установкой 2-х немецких стеклоформующих автоматов карусельного типа U-12.
- 1999 год. Завершение строительства системы № 4, была построена ванная регенеративная печь с подковообразным направлением пламени, установлена 4-я машинолиния типа АЛ-106-3-1 по выработке крупноёмкой тары.
- 2001 год. ОАО «Солстек» внедрила систему менеджмента качества, соответствующую требованиям ГОСТ Р ИСО 9001-96.
- 2007 год. Реконструкция одной из самых больших по производительности стекловаренных печей — печь № 2, которая позволяет увеличить выпуск бутылок для крови на 20 %.

В настоящее время на предприятии работают три стекловаренные печи непрерывного действия, в которых варится стекло двух марок. Выработка стеклоизделий осуществляется на десяти стеклоформующих машинах.

## Ассортимент ОАО «Солстек»
- более 100 видов стеклоизделий из бесцветного стекла марки МТО и оранжевого стекла марки ОС-1
- бутылки для крови и кровезаменителей
- флаконы-капельницы для расфасовки сердечно-сосудистых препаратов
- бутылки и банки для детского питания
- тара стеклянная для косметики и парфюмерии
- бутылки для лекарств
- бутылки стеклянные для алкогольных и безалкогольных напитков
- бутылки стеклянные для пищевых продуктов